# Carlos Spadaro
Carlos Spadaro (5. února 1902 – 15. listopadu 1985) byl argentinský fotbalový útočník. Hrál za argentinskou reprezentaci na Mistrovství světa ve fotbale 1930. Celou kariéru strávil v klubech Atlético Lanús a Estudiantil Porteño.